# Hashikami
Hashikami (階上町; Hashikami-chō) és un poble del Japó situat a la prefectura d'Aomori.